# Нікколо Пізіллі
Нікколо́ Пізі́ллі (італ. Niccolò Pisilli; нар. 23 вересня 2004, Рим) — італійський футболіст, півзахисник клубу «Рома» і збірної Італії.

## Клубна кар'єра
Вихованець клубу «Рома», вперше потрапив в заявку основної команди клубу в березні 2023 року на матч Серії А проти «Сассуоло». 6 травня 2023 року дебютував в основному складі «Роми», вийшовши на заміну Маді Камара в матчі Серії А проти «Інтернаціонале». Сезон 2022—2023 виступав за команду «Роми» до 19 років в молодіжному чемпіонаті Італії, а в квітні 2023 року став володарем молодіжного кубка Італії.
Сезон 2023—24 розпочав в «Ромі» до 19 років в молодіжному чемпіонату Італії. 14 грудня 2023 року дебютував в єврокубках в матчі Ліги Європи УЄФА проти «Шерифа», відзначившись і своїм першим голом за «Рому».
29 вересня 2024 року в матчі проти «Венеції» забив свій перший гол в Серії А.
23 лютого 2025 року продовжив контракт з «Ромою» до 30 червня 2029 року.

## Кар'єра в збірній
Виступав за збірні Італії до 18, до 19 і до 20 і до 21 року. В червні 2023 року в складі збірної Італії (до 20 років) став фіналістом молодіжного чемпіонату світу. В червні того ж року в складі збірної до 19 років виступав на юнацькому чемпіонату Європи, що проводився на Мальті. На турнірі провів 4 поєдинки, відзначившись голом у воротах збірної Іспанії, а італійці виграли чемпіонат, здолавши у фіналі португальців.
4 жовтня 2024 року вперше викликаний до збірної Італії головним тренером Лучано Спаллетті для участі в матчах Ліги націй УЄФА проти збірних Бельгії та Ізраїлю. 10 жовтня в поєдинку з Бельгією дебютував за збірну Італії, вийшовши на заміну Сандро Тоналі.
В червні 2025 року потрапив в заявку збірної до 21 року на молодіжний чемпіонат Європи в Словаччині. На турнірі провів чотири матчі, відзначившись м'ячем проти збірної Іспанії, а його команда дійшла до чвертьфіналу, де поступилась німцям.

## Статистика виступів

### Клубна статистика
Станом на 25 травня 2025 
| Клуб              | Сезон             | Чемпіонат         | Чемпіонат | Чемпіонат | Кубок | Кубок | Єврокубки | Єврокубки | Інші  | Інші | Всього | Всього |
| Клуб              | Сезон             | Дивізіон          | Матчі     | Голи      | Матчі | Голи  | Матчі     | Голи      | Матчі | Голи | Матчі  | Голи   |
| ----------------- | ----------------- | ----------------- | --------- | --------- | ----- | ----- | --------- | --------- | ----- | ---- | ------ | ------ |
| Рома              | 2022–23           | Серія А           | 1         | 0         | 0     | 0     | 0         | 0         | 0     | 0    | 1      | 0      |
| Рома              | 2023–24           | Серія А           | 1         | 0         | 0     | 0     | 1         | 1         | 0     | 0    | 2      | 1      |
| Рома              | 2024–25           | Серія А           | 28        | 2         | 2     | 0     | 11        | 1         | 0     | 0    | 41     | 3      |
| Всього за кар'єру | Всього за кар'єру | Всього за кар'єру | 30        | 2         | 2     | 0     | 12        | 2         | 0     | 0    | 44     | 4      |

1. 1 2  Матчі в Лізі Європи УЄФА

### Міжнародна статистика
Станом на 10 жовтня 2024 
| Збірна            | Сезон             | Товариські | Товариські | Офіційні | Офіційні | Всього | Всього |
| Збірна            | Сезон             | Матчі      | Голи       | Матчі    | Голи     | Матчі  | Голи   |
| ----------------- | ----------------- | ---------- | ---------- | -------- | -------- | ------ | ------ |
| Італія            |                   |            |            |          |          |        |        |
| 2024              | 0                 | 0          | 1          | 0        | 1        | 0      |        |
| Всього за кар'єру | Всього за кар'єру | 0          | 0          | 1        | 0        | 1      | 0      |

### Матчі за збірну
Станом на 10 жовтня 2024 
| Матчі Нікколо Пізіллі за збірну Італії | Матчі Нікколо Пізіллі за збірну Італії | Матчі Нікколо Пізіллі за збірну Італії | Матчі Нікколо Пізіллі за збірну Італії | Матчі Нікколо Пізіллі за збірну Італії | Матчі Нікколо Пізіллі за збірну Італії | Матчі Нікколо Пізіллі за збірну Італії | Матчі Нікколо Пізіллі за збірну Італії |
| №                                      | Дата                                   | Суперник                               | Рахунок                                | Голи                                   | Картки                                 | Хвилини                                | Змагання                               |
| -------------------------------------- | -------------------------------------- | -------------------------------------- | -------------------------------------- | -------------------------------------- | -------------------------------------- | -------------------------------------- | -------------------------------------- |
| 1                                      | 10 жовтня 2024                         | Бельгія                                | 2–2                                    |                                        |                                        | 10'                                    | Ліга націй УЄФА 2024–25 (A)            |

Всього: 1 матч / 0 голів; 0 перемог, 1 нічия, 0 поразки.

## Досягнення
Збірна Італії (до 20)
- Фіналіст молодіжного чемпіонату світу: 2023[9][10]

Збірна Італії (до 19)
- Переможець юнацького чемпіонату Європи: 2023[12][13]